# Боденское озеро
Бо́денское о́зеро (нем. Bodensee, МФА: [ˈboːdn̩ˌzeː], произношениео файле; устар. Констанцское озеро, Швабское море) — озеро, находящееся в Предальпах на границе Германии, Швейцарии и Австрии. 
Говоря о Боденском озере, имеют в виду три водоёма: Верхнее озеро (нем. Obersee), Нижнее озеро (Untersee) и Рейн (Seerhein), который соединяет два этих водоёма. Озеро расположено в древней ледниковой долине на высоте 395 метров и имеет площадь 536 км² при длине 63 километра и глубинах до 251 метра. В своей северо-западной части разветвляется на три обособленных участка. Берега озера холмистые и лишь в юго-восточной части скалистые. У озера находится несколько заповедников. Объём воды — 48 км³.
Через Боденское озеро протекает река Рейн, озеро замерзает только в наиболее суровые зимы. Озеро судоходно, действует паромная переправа. На берегах озера расположены немецкие города Констанц, Фридрихсхафен, Линдау и австрийский город Брегенц, а остров Райхенау объявлен памятником Всемирного наследия.

## История названия
Названия Верхнему и Нижнему озеру были даны ещё во времена Римской империи. Нижнее озеро было названо античными авторами Lacus Acronius, а Верхнему озеру римляне сначала дали имя Lacus Brigantinus, потом Lacus Venetus и наконец Lacus Constantinus.
В средние века появилось название Lacus Bodamicus. Но большинство европейских языков сохранили название Lacus Constantinus (фр. Lac de Constance, англ. Lake Constance, итал. Lago di Costanza, исп. Lago de Constanza, порт. Lago de Constança). Lacus Bodamicus (Bodensee) прижилось только в немецкоговорящих странах и оттуда оно пришло в нидерландский язык (Bodenmeer), который позже отделился от ниженемецкого и стал самостоятельным языком. Когда и почему название «Bodensee» также распространилось и на Нижнее озеро, и на Рейн, неизвестно.
Название «Bodensee» предположительно происходит от населённого пункта Бодман (Bodman). Это место, расположенное на западном берегу уберлингенского рукава озера (Überlinger See), в средние века было в течение некоторого времени франкским дворцом, алеманнским местом пребывания герцога и монетным двором регионального значения, отчего и могло произойти название озера («Озеро, лежащее в Бодмане» = Bodman-See). Также можно сравнить имена полуострова Боданрюк (Bodanrück), цепи гор между озером Уберлинген и Нижним озером, и историю семьи Бодман.

## География

### Районирование
Боденское озеро находится в Предальпах. Длина береговой линии двух озёр составляет 273 км, из них 173 км находятся в Германии, 28 км в Австрии и 72 км в Швейцарии. Площадь Боденского озера составляет 535 км². Оно является, если суммировать Верхнее и Нижнее озёра, третьим по величине после озера Балатон (594 км²) и Женевского озера (582 км²) и вторым по величине озером в Центральной Европе по объёму воды (48 км³) после Женевского озера (89 км³). Водосборная площадь составляет 11 500 км².
Территория Верхнего озера составляет 473 км². Оно простирается между Брегенцом и Бодман-Людвигсхафеном на 63,3 км, максимальная ширина составляет 14 км (между Фридрихсхафеном и Романсхорном) и самое глубокое место между Фишбахом (район города Фридрихсхафен) и Утвильем измеряется в 254 м. Северо-западный пальцевидный рукав Верхнего озера называется озеро Уберлинген (Überlinger See). В общем словоупотреблении озеро Уберлинген рассматривается как самостоятельная часть озера, граница между Верхним озером и озером Уберлинген проходит вдоль линии между вершиной «Hörnle» полуострова Боданрюк (Bodanrück) и Меерсбургом. У трех небольших заливов побережья Форарльберга есть свои собственные имена: перед Брегенцем находится залив Брегенц (нем. die Bregenzer Bucht), перед Хардом и Фуссахом — залив Фуссах (нем. die Fußacher Bucht) и к западу от него так называемое око, усматривающее, откуда приходит буря (нем. Wetterwinkel). К западу от него, уже в Швейцарии, находится залив Роршах (нем. die Rorschacher Bucht). Севернее, на баварской стороне, расположен залив Ройтин (нем. die Reutiner Bucht). Железнодорожная насыпь от суши к острову Линдау (нем. Lindau) и мост через озеро для автомобильного сообщения отделяют от Боденского озера так называемое «Маленькое озеро», которое располагается между районом Аешах и островом. К востоку от Констанца располагается залив Констанцер Трихтер (нем. der Konstanzer Trichter).
Нижнее озеро, Унтерзе, которое отделено от Верхнего озера или от северо-западного рукава озера Уберлинген большим полуостровом Боданрюк, занимает площадь в 63 км². Оно образовано и сильно разделено конечными моренами различных цунгов и средними моренами. У этих частей озера есть собственные имена. К северу от острова Райхенау находится озеро Гнаден (нем. Gnadensee). К западу от острова Райхенау, между полуостровом Хёри (нем. Höri) и полуостровом Меттнау (нем. Mettnau), находится озеро Целлер (нем. Zellersee). Друмлины южной части полуострова Боданрюк продолжаются на этих северных частях озера. Южнее Райхенау, от Готтлибена до Эшенца, простирается Рейн с его отчасти выраженным течением. На большинстве картах имя Рейн (нем. Rheinsee) не представлено.

### Происхождение
Бассейн Боденского озера сформировался в течение последнего ледникового периода благодаря рейнскому леднику, выступающему из альпийской долины. Его можно охарактеризовать как озеро, образованное тающим ледником.

## Спор о принадлежности озера
Боденское озеро — единственная область в Европе, где нет никаких формальных границ, так как нет никакого юридически обязывающего соглашения, определяющего границы между Германией, Австрией и Швейцарией. Поэтому озеро нужно рассмотреть не как общую зону, но как область, которая не принадлежит никакой стране. Эта область не включает берег и 25-метровую прибрежную зону.
Швейцария придерживается позиции, что граница проходит по середине озера, Австрия считает, что ситуация на озере управляется международным правом, а на берегах — национальным законодательством, позиция Германии неоднозначна. Юридические вопросы, имеющие отношение к транспортировке судна и рыбалке, отрегулированы в отдельных соглашениях.

## Судоходство
Пассажирские перевозки по Боденскому озеру осуществляются несколькими пароходствами (немецкими, австрийскими и швейцарскими). Все вместе они известны как «Белый флот Боденского озера» (нем. Weiße Flotte des Bodensees). Самое старое пассажирское судно Боденского озера — колёсный пароход «SD Hohentwiel» 1913 года постройки.